# Maximilian Schmidt (Dealer)
Maximilian Schmidt (* 1994, auch bekannt unter dem Pseudonym Shiny Flakes) ist ein verurteilter deutscher Drogenhändler. Er betrieb von 2013 bis 2015 eine illegale Drogenhandelsplattform im Internet aus seinem Jugendzimmer im Elternhaus in Leipzig-Gohlis heraus. Mit 20 Jahren wurde er verhaftet, und Drogen im Wert von vier Millionen Euro wurden sichergestellt. Insgesamt betrug die polizeilich registrierte Gesamtmenge der gehandelten Drogen rund eine Tonne. Maximilian Schmidt wurde zu sieben Jahren Jugendstrafe verurteilt und 2019 entlassen. Im Jahr 2022 wurde er erneut angeklagt und am 17. Mai 2023 von der 8. Strafkammer des Landgerichts Leipzig zu vier Jahren und sechs Monaten Freiheitsstrafe verurteilt. Die Netflixserie How to Sell Drugs Online (Fast) basiert lose auf diesem Fall.

## Drogenhandel
Oberstaatsanwalt Ricardo Schulz stellte fest, dass Maximilian Schmidt von Dezember 2013 bis zum 26. Februar 2015 insgesamt rund 600 Kilogramm Drogen in mehreren tausend Fällen verschickt hatte. Die Drogen bestellte er über das Darknet zu einem Übergabepunkt nahe seinem Elternhaus. Um keinen Verdacht zu erwecken, gab sich Maximilian Schmidt bei den Übergaben der Pakete (auch größerer Mengen) lediglich als Kurier bzw. annehmende Person aus. In seinem Kinderzimmer verpackte er die Drogen und sendete sie per Post (Packstation oder anonymisierter Briefeinwurf) mit verschiedenen anonymisierten Absenderadressen an seine Kunden. Obwohl seine Website sich nicht im Darknet befand, war eine Strafverfolgung für die Sicherheitsbehörden anfangs nur schwer möglich, da sie auf ausländischen Servern betrieben wurde.

### Verhaftung
2015 stürmte die Polizei sein Zimmer und nahm ihn fest. Die sächsische Polizei stellte anschließend Datenträger, seinen Laptop, diverse Mobiltelefone, Portionierungs- und Verpackungsutensilien, 48.000 Euro Bargeld sowie 341 Kilogramm Betäubungsmittel bei ihm sicher.
Beschlagnahmte Datenträger konnten durch ein bei der Durchsuchung seines Zimmers aufgefundenes Passwort entschlüsselt werden, wodurch Behörden diverse Kundendaten einsehen und Folgeverfahren in die Wege leiten konnten.
Die beschlagnahmte Domain des Internetauftritts wurde anschließend durch die Polizei als Webpräsenz zur Nachwuchsgewinnung genutzt.

### Verurteilung und Folgen
Maximilian Schmidt wurde auf Grundlage des Jugendstrafrechts zu einer Haftstrafe von sieben Jahren verurteilt und nach vier Jahren und sieben Monaten vorzeitig auf Bewährung entlassen.
Da nicht alle seiner für die Transaktionen genutzten Krypto-Wallets entschlüsselt werden konnten, bleibt weiterhin unklar, über welches Vermögen Maximilian Schmidt bis heute verfügt.

### Zweites Ermittlungsverfahren und erneute Verurteilung
Im März 2021 teilte die Polizei mit, dass gegen Maximilian Schmidt und weitere ein erneutes Ermittlungsverfahren eingeleitet worden sei, da der Verdacht der Eröffnung und des Betriebs eines neuen Onlineshops zum Verkauf illegaler Substanzen bestehe. Laut Ermittlungsbehörden bestehe aufgrund der Ähnlichkeiten der Shopsysteme ein dringender Verdacht, dass Maximilian Schmidt in die Erstellung und den Betrieb des Shops eingebunden sei. Dies sei ab April 2019 der Fall gewesen. Wenn der Verdacht bestätigt würde, hätte Maximilian Schmidt aus dem Gefängnis gearbeitet. Über den Shop wurden mindestens 500 Sendungen diverser Rauschmittel verschickt.
Am 17. Mai 2023 wurde Schmidt von der 8. Strafkammer des LG Leipzig wegen gewerbsmäßigen Handels mit Betäubungsmitteln in nicht geringer Menge für schuldig befunden und zu einer Freiheitsstrafe von vier Jahren und sechs Monaten verurteilt; der in der Anklage erhobene Vorwurf des bandenmäßigen Handels mit Betäubungsmitteln wurde vom Gericht nicht bestätigt, da es weniger als drei Haupttäter gab. Die Staatsanwaltschaft kündigte an, Revisionsmöglichkeiten zu prüfen, da der Sachverhalt nicht ausreichend aufgeklärt worden sei.
Der fünfte Strafsenat des Bundesgerichtshofs entschied am 5. November 2024, das Urteil aufzuheben. Die Feststellungen zum äußeren Tatgeschehen bleiben jedoch bestehen. Das Verfahren wurde an eine andere Kammer des LG Leipzig zur erneuten Verhandlung zurückverwiesen.

### Kunst und Film
Die Netflixserie How to Sell Drugs Online (Fast) basiert lose auf Shiny Flakes. Die Doku Shiny Flakes: The Teenage Drug Lord aus dem Jahr 2021 beschreibt das Geschehen aus der Sicht von Maximilian Schmidt und einigen Beamten.